# Stormbringer
För andra betydelser, se Stormbringer (olika betydelser).
Stormbringer är det brittiska rockbandet Deep Purples nionde studioalbum, utgivet i november 1974. Albumet spelades in på Musicland Studios i München, Tyskland under augusti 1974 och producerades av Deep Purple tillsammans med Martin Birch. 
Stormbringer är det andra och sista studioalbumet med den tredje uppsättningen av Deep Purple, som kallades "Mark III". Bandet bestod på den här skivan av Glenn Hughes och David Coverdale samt originalmedlemmarna Jon Lord, Ian Paice och Ritchie Blackmore. Blackmore lämnade dock gruppen drygt ett halvår efter att albumet givits ut.
Skivan är väldigt funkinriktad. Inriktningen på funk märktes redan på det föregående albumet Burn men blev mycket mer prominent här. De kändaste låtarna är "Stormbringer", "Lady Double Dealer" och soul-inriktade singeln "Holy Man". Skivans konvolut är baserat på ett känt fotografi av en tornado taget den 8 juli 1927 av Lucille Handberg.

## Låtlista
| Nr           | Titel                   | Kompositör                                | Längd |
| ------------ | ----------------------- | ----------------------------------------- | ----- |
| 1.           | Stormbringer            | Blackmore, Coverdale                      | 4:03  |
| 2.           | Love Don't Mean a Thing | Blackmore, Coverdale, Hughes, Lord, Paice | 4:23  |
| 3.           | Holy Man                | Coverdale, Hughes, Lord                   | 4:28  |
| 4.           | Hold On                 | Coverdale, Hughes, Lord, Paice            | 5:05  |
| 5.           | Lady Double Dealer      | Blackmore, Coverdale                      | 3:19  |
| 6.           | You Can't Do It Right   | Blackmore, Coverdale, Hughes              | 3:24  |
| 7.           | High Ball Shooter       | Blackmore, Coverdale, Hughes, Lord, Paice | 4:26  |
| 8.           | The Gypsy               | Blackmore, Coverdale, Hughes, Lord, Paice | 4:13  |
| 9.           | Soldier of Fortune      | Blackmore, Coverdale                      | 3:14  |
| Total längd: | Total längd:            | Total längd:                              | 36:31 |

## Medlemmar
- David Coverdale – sång
- Ritchie Blackmore – gitarr
- Glenn Hughes – bas, sång
- Jon Lord – orgel, keyboard
- Ian Paice – trummor

## Listplaceringar
| Lista (1974-1975) | Position            |
| ----------------- | ------------------- |
| Danmark           | 6 (DR "Top 30")     |
| Finland           | 6                   |
| Frankrike         | 5                   |
| Japan             | 22 (Oricon)         |
| Kanada            | 53 (RPM)            |
| Norge             | 2 (VG-lista)        |
| Nya Zeeland       | 18                  |
| Storbritannien    | 6 (UK Albums Chart) |
| Sverige           | 6 (Kvällstoppen)    |
| USA               | 20 (Billboard 200)  |
| Västtyskland      | 10                  |
| Österrike         | 4                   |